# Dekra Open Stuttgart
De Dekra Open Stuttgart was een etappekoers in Stuttgart, Duitsland. De koers werd in 1988 voor het eerst verreden, en na elf edities in 2000 weer opgeheven. De eerste winnaar was de Italiaan Bruno Cenghialta, de laatste was eveneens een Italiaan: Nicola Loda. Geen enkele Belg of Nederlander wist de koers op zijn naam te schrijven. De Belgen Ronny Vlassaks en Luc Roosen waren in respectievelijk 1988 en 1989 dichtbij met een tweede plaats.
Gedurende haar bestaan is de wedstrijd driemaal van naam veranderd. De koers werd opgericht onder de naam Schwanenbrau Cup, in 1990 werd de naam veranderd in Hofbrau Cup, en uiteindelijk in 1999 naar Dekra Open Stuttgart.